# Camponotus dentatus
Camponotus dentatus é uma espécie de inseto do gênero Camponotus, pertencente à família Formicidae.